# Tour de la télévision lettone
La tour de la télévision lettone (en letton : Latvijas Televīzijas augstceltne) est une tour située dans le quartier de Zaķusala à Riga en Lettonie. 

## Présentation
La tour de la télévision lettone est un immeuble de bureaux de 22 étages construite sur l'île de Zaķusala.  Les architectes concepteurs du bâtiment sont A. Purvinņš, V. Kadirkovs et B. Maike. 
L'édifice a été construit entre 1979 et 1986 spécifiquement pour les besoins de la télévision lettone pour remplacer la tour de télévision d'Āgenskalns. 
La hauteur de la tour est de 87,75 mètres  ou selon d'autres données de 89,4 mètres.

## Histoire
La tour de la télévision lettone forme avec la tour de télévision et de radio le complexe télévisuel de Zaķusala.
Une commission de cinq personnes composée de représentants de la télévision a été formée pour superviser la construction technologiquement complexe. Au nom de la construction du complexe, tous les habitants de Zaķusala ont été dotés d'appartements meublés dans les nouveaux micro-quartiers de Riga, principalement à Ķengarags. Avant le début des travaux de construction, presque toutes les maisons, le réseau routier et les quais de bateaux de l'île ont été démolis, car la circulation vers l'île était assurée par le pont de Moscou déjà construit.
Des structures en aluminium et des vitrages fabriqués en Finlande ont été utilisés pour la construction du bâtiment de la télévision. Le reste des pièces nécessaires à la finition du bâtiment a été produit sur place. Comme le réseau routier n'existait plus, des adresses ont été attribuées à Arvīda Pelše krastmala (aujourd'hui Zaķusala krastmala) dans toute l'île.

## Galerie

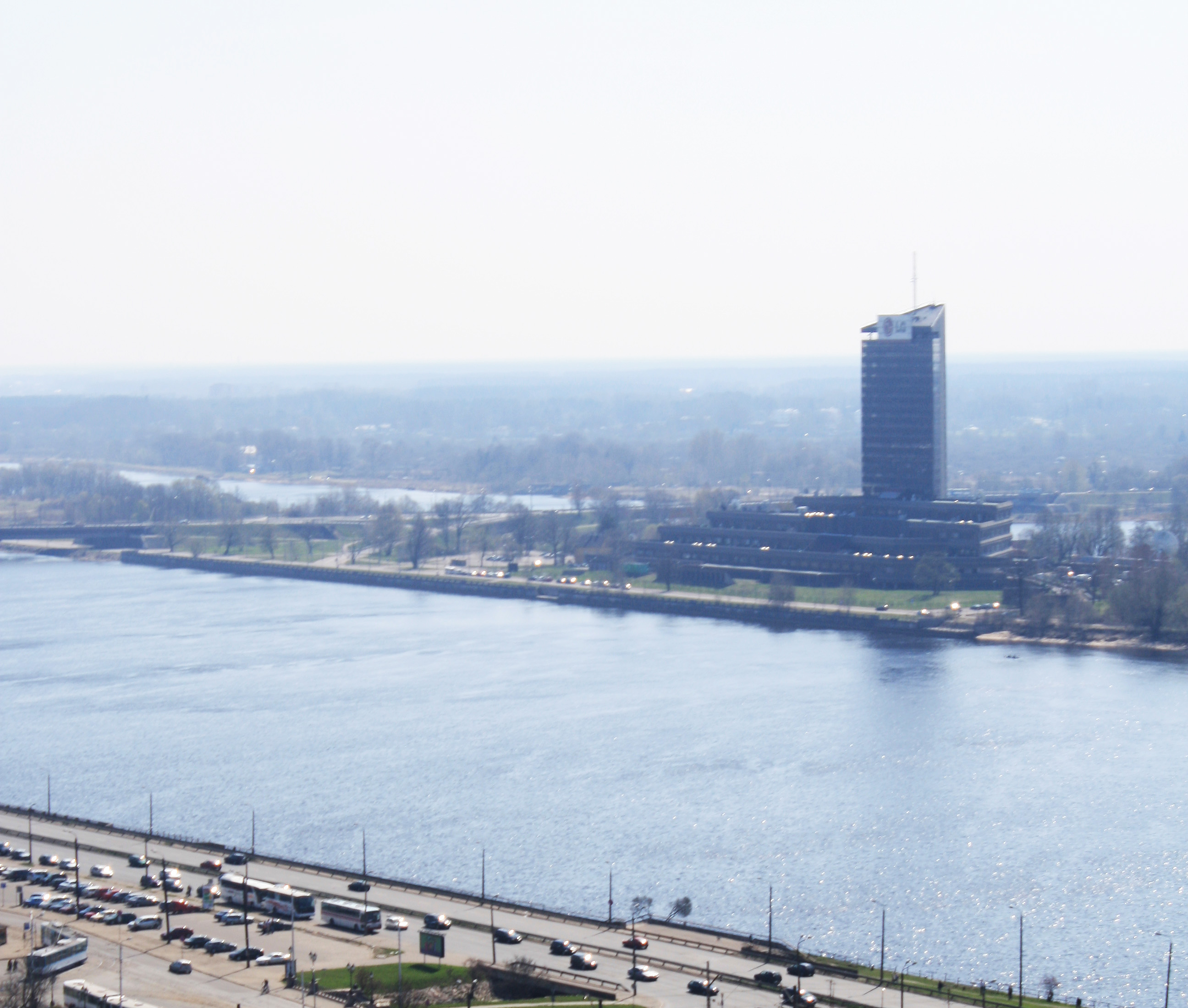
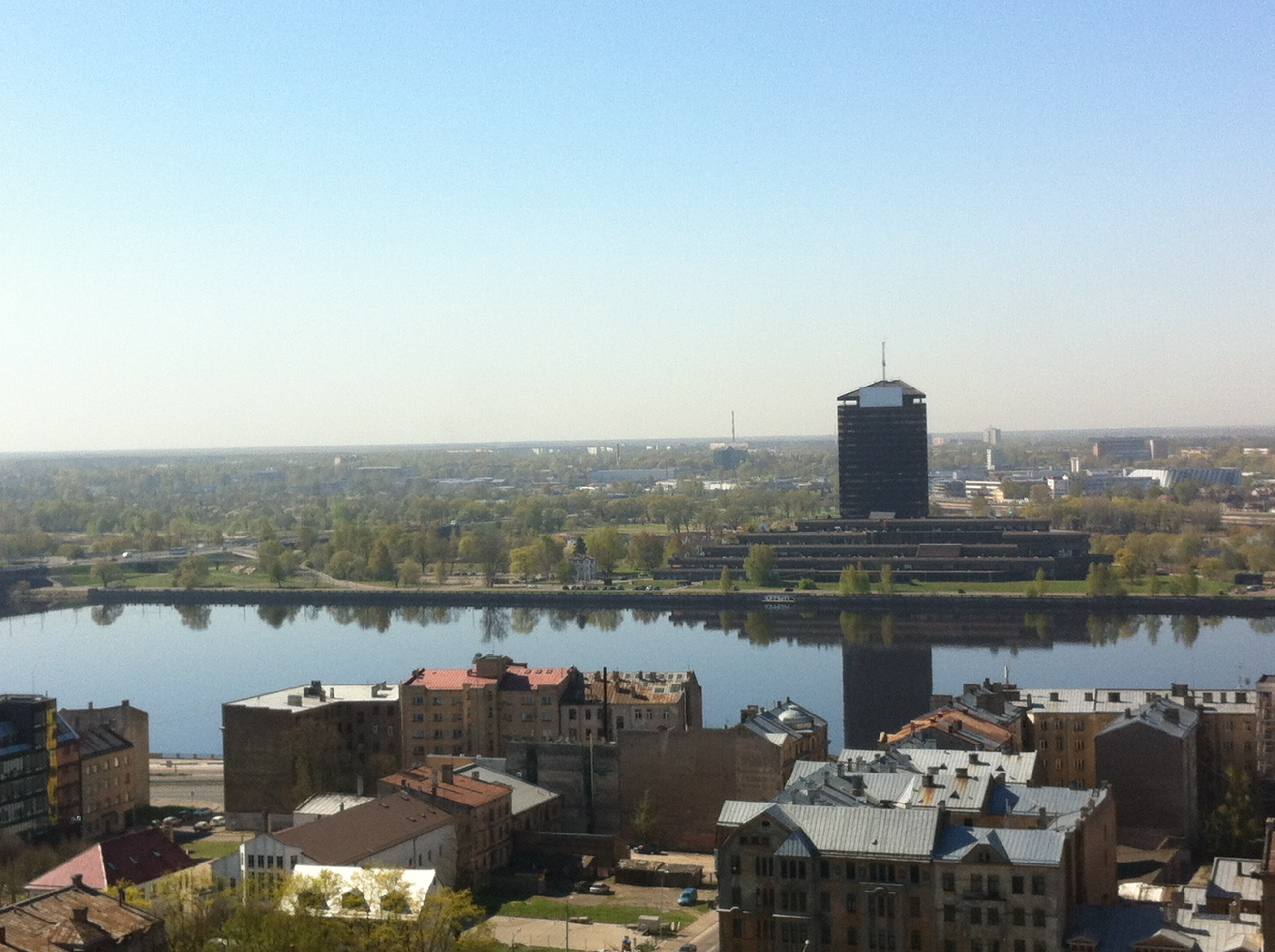
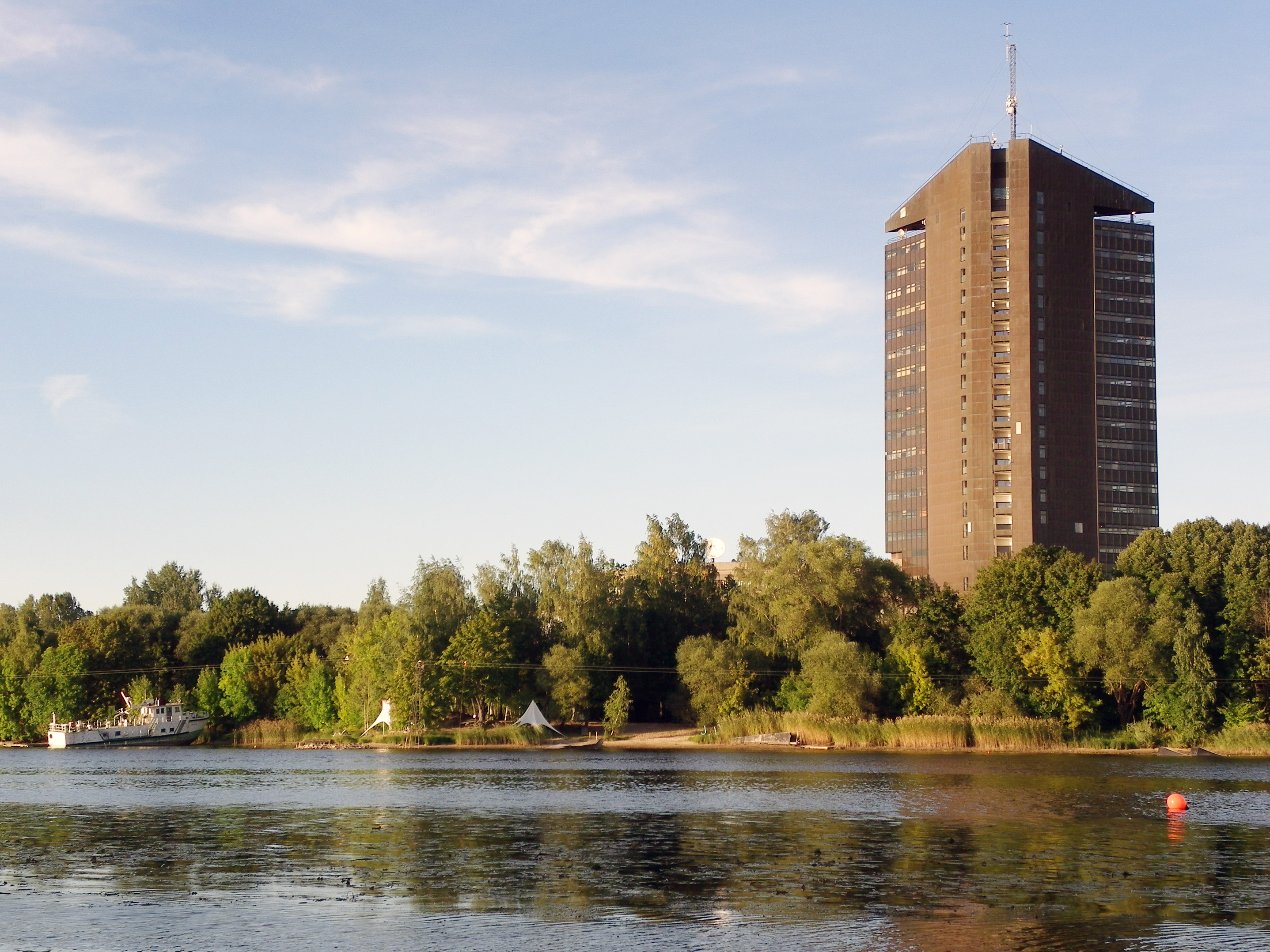